# Лямбда-баріон
Лямбда-баріони — елементарні частинки, баріони, які складаються з d-кварка, u-кварка і одного з кварків із додатковим ароматом: дивністю, чарівністю або красою. Носій четвертого можливого аромату, правдивий кварк не утворює адронів. Всього існує три лямбда-баріони. Всі вони ферміони зі спіном 1/2. У кожного існує своя античастинка.
Перший із лямбда-баріонів, 
Λ0
-баріон був відкритий у 1947 в космічних променях. Він мав значний час життя, як і каони, що призвело до запровадження нового квантового числа — дивності.

## Перелік
| Назва          | Символ | Складові кварки | Маса спокою (МеВ/c2) | I | JP    | Q (e) | S  | C  | B' | T  | Час життя (s)              | Розпадається на                                                                               |
| -------------- | ------ | --------------- | -------------------- | - | ----- | ----- | -- | -- | -- | -- | -------------------------- | --------------------------------------------------------------------------------------------- |
| Lambda         | Λ0     | u d s           | 1,115.683 ± 0.006    | 0 | 1⁄2+  | 0     | −1 | 0  | 0  | 0  | 2.631 ± 0.020 × 10−10      | p+ + π− або n0 + π0                                                                           |
| charmed Lambda | Λ+ c   | u d c           | 2,286.46 ± 0.14      | 0 | 1⁄2 + | +1    | 0  | +1 | 0  | 0  | 2.00 ± 0.06 × 10−13        | Див. http://pdg.lbl.gov/2008/listings/s033.pdf [Архівовано 11 лютого 2017 у Wayback Machine.] |
| bottom Lambda  | Λ0 b   | u d b           | 5,620.2 ± 1.6        | 0 | 1⁄2 + | 0     | 0  | 0  | −1 | 0  | 1.409+0.055 −0.054 × 10−12 | Див. http://pdg.lbl.gov/2008/listings/s040.pdf [Архівовано 30 січня 2017 у Wayback Machine.]  |
| top Lambda†    | Λ+ t   | u d t           | —                    | 0 | 1⁄2 + | +1    | 0  | 0  | 0  | +1 | —                          | —                                                                                             |

† ↑  Частинка не спостерігалася, але наведена для повноти.